# Nordische Gesellschaft

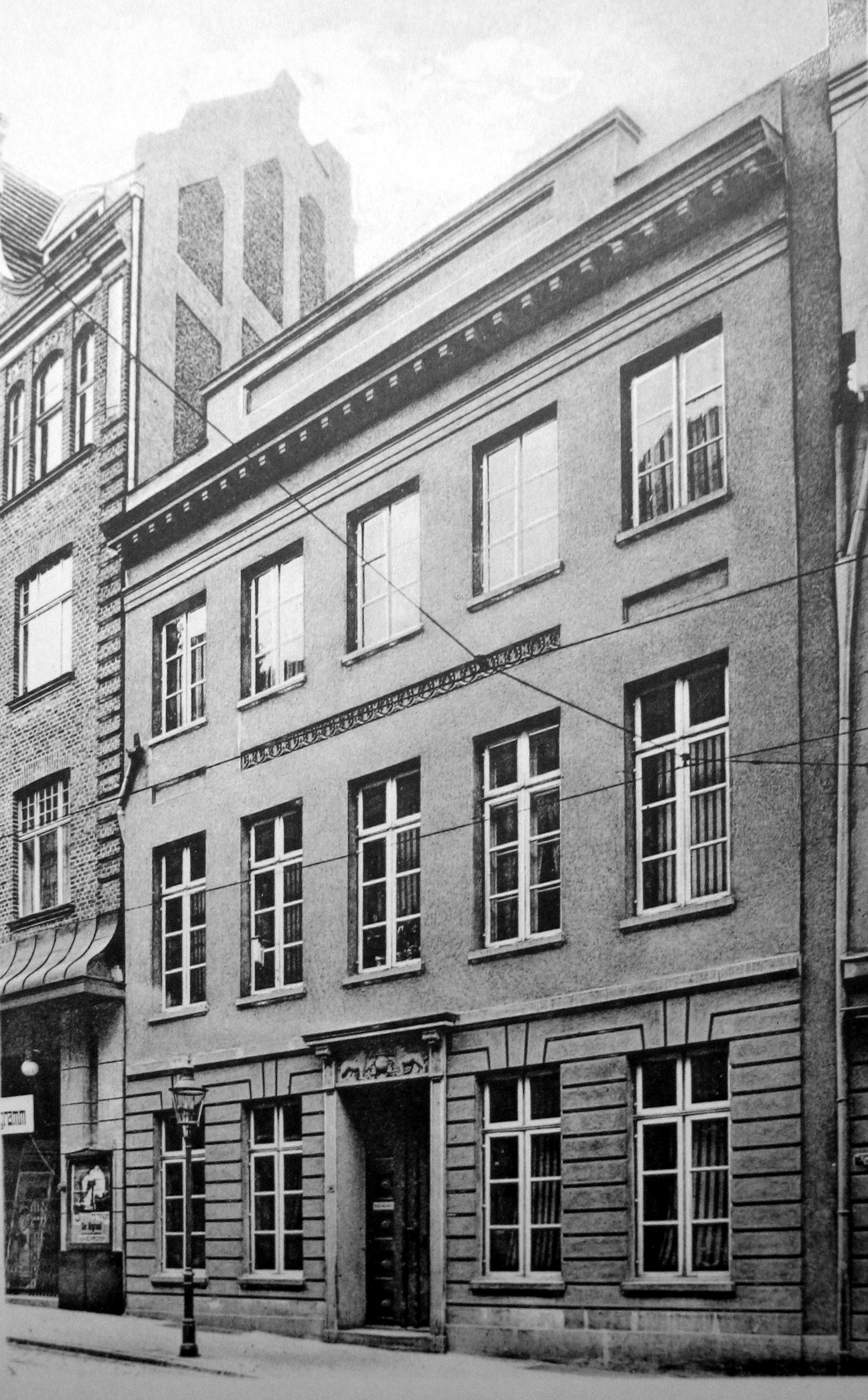
Das 1821 von J. C. Lillie erbaute Haus Breite Straße 50 um 1900, ab 1926 Sitz der Nordischen Gesellschaft bis zur Zerstörung 1942

Die Nordische Gesellschaft war eine 1921 in Lübeck gegründete und dort ansässige Gesellschaft, die sich zunächst der Förderung der wirtschaftlichen und kulturellen Beziehungen zwischen Lübeck und den Ländern des europäischen Nordens widmete. Nach der nationalsozialistischen Machtübernahme 1933 wurde sie „gleichgeschaltet“ und zu einem nationalsozialistischen Propagandainstrument umgebildet. Im Mittelpunkt ihrer völkischen und rassistischen Ideologie stand nun der Gedanke, in der „nordischen Rasse“ manifestiere sich die germanisch-deutsche Kulturüberlegenheit.

## Geschichte

### Gründung
In den Jahren nach der Deutsch-Nordischen Handels- und Industrie-Ausstellung in Lübeck 1896 entstanden verschiedene Pläne zur Verbesserung der kulturellen und wirtschaftlichen Beziehungen (Nord)Deutschlands nach Skandinavien. Jedoch wurde der Grundgedanke erst nach dem Ersten Weltkrieg wieder aufgenommen.
Nach dem Krieg wurde Senator Georg Kalkbrenner damit betraut, Lübecks Beziehungen ins Ausland, vor allem in die Länder des Nordens, neu zu knüpfen. Er gründete 1921 mit Erich Wallroth und anderen Vertretern der Lübecker Politik und Wirtschaft die Nordische Gesellschaft und übernahm deren Leitung.

### Nordische Woche 1921
Ein erster Erfolg von Kalkbrenners Bemühungen war die Durchführungen der Nordischen Woche vom 1. bis zum 11. September.
Das von dem Gebrauchsgraphiker Alfred Mahlau entworfene Plakat dieser Veranstaltung wurde äußerst kontrovers diskutiert. Mahlau hatte eine Vielzahl von stilisierten Fischkuttern mit roten und schwarzen Masten um einen roten Duckdalben arrangiert. Das Plakat wurde in der Presse als „blutiges Stachelschwein“ bezeichnet, vom Reichskunstwart Edwin Redslob dagegen „als eines der am besten gelösten Plakate, welches die letzte Zeit gefunden hat“ bezeichnet. Mahlaus Stil prägte die Stadtwerbung Lübecks bis in die 1960er-Jahre hinein.
Die Nordische Woche 1921 bestand aus einer Reihe von Veranstaltungen, mit denen die Hansestadt sich aus ihrer Isolation in einer Randlage befreien und an ihre Zentralität im Ostseeraum erinnern und neu anknüpfen wollte. Das lokale Handwerk und die Lübecker Industrie stellten sich in einer Messe vor dem Holstentor vor. In der Katharinenkirche als Museumskirche wurden „Emil Noldes religiöse Bilder“ gezeigt, ergänzt durch religiöse Plastik im Hauptschiff der Kirche. Im Unterchor der Kirche wurde eine Ausstellung über deutsche und nordische Architekten gezeigt und im Oberchor Urkunden, Siegel und Inkunabeln aus eigenen Beständen. Das neu eröffnete Behnhaus zeigte die Jahrhundertausstellung lübeckischer Kunst vom Anfang des 19. Jahrhunderts bis zur Gegenwart und das Schabbelhaus Kunst aus Skandinavien. Das Programm wurde ergänzt durch Musikveranstaltungen und Konzerte sowie zahlreiche Vorträge. Thomas Mann sprach über Goethe und Tolstoj, der Kunsthistoriker Johnny Roosval über Beziehungen Lübecker Kunst zu Skandinavien. Im Bereich der darstellenden Kunst gab Hans Holtorf den Totentanz, die Sängerin Grete Stückgold einen Liederabend und Mary Wigman einen Tanzabend. Das Stadttheater führte Der Schatzgräber von Franz Schreker und Richard Wagners Die Meistersinger von Nürnberg auf.

### Ausstellung isländischer Kunst 1928
1928 zeigte die Gesellschaft eine erste größere Ausstellung isländischer Kunst in Lübeck, Kiel, Hamburg and Berlin, die zuerst 1927 in Kopenhagen von Georg Gretor organisiert worden war und zu der er einen Katalog verfasste.

### Ausstellung „Nordische Karikatur“ 1930
1930 gab es eine Ausstellung Nordische Karikatur, zu der Fred J. Domes, unterstützt von Alfred Mahlau, im Auftrage der Gesellschaft eine Mappe mit Arbeiten von 18 beteiligten Künstlern herausgab, davon 50 nummerierte Exemplare auf handgeschöpftem Bütten.

### Internationales Ostseejahr 1931

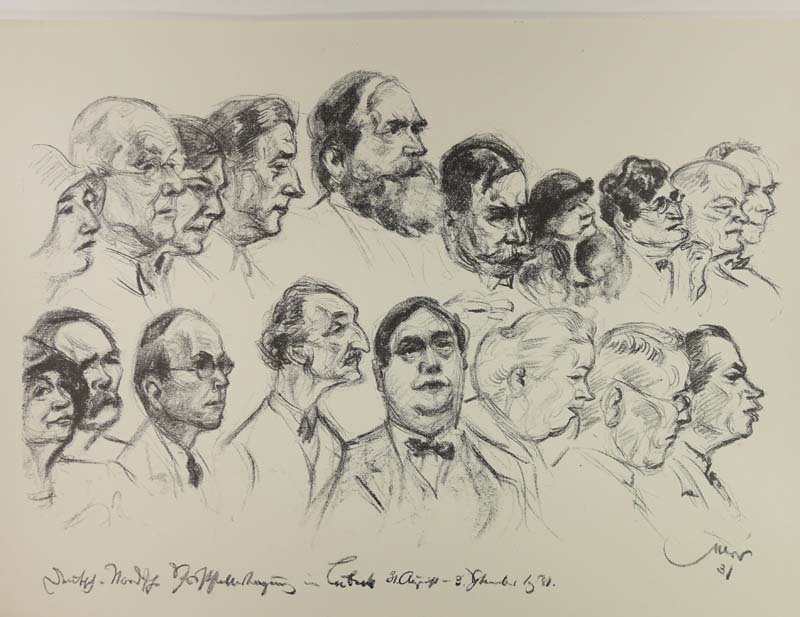
Emil Stumpp: Teilnehmer der Nordisch-Deutschen Schriftstellertagung (1931)

1931 richtete die Nordische Gesellschaft das Internationale Ostseejahr aus mit einer Reihe von Veranstaltungen.
Den Auftakt machte eine Ostseejahr-Rundfahrt des Luftschiffes LZ 127 vom 12. bis 15. Mai 1931. 23.000 Menschen erlebten die Landung des Luftschiffes am 14. Mai 1931 auf dem Priwall.
Hans Henny Jahnn war 1930 beauftragt worden, ein Festspiel zu schreiben. Er schuf zusammen mit Werner Helwig das Drama Neuer Lübecker Totentanz. Einflussreiche Lübecker Bürger verhinderten allerdings die geplante Uraufführung, da sie das Werk als zu pessimistisch und unchristlich empfanden. Der Berliner Kritiker Herbert Ihering setzte sich für Jahnn ein und schrieb in einem Brief an die Nordische Gesellschaft, Lübeck habe „die Chance verpaßt, dem Salzburger Jedermann alljährlich ein nordisches Gegenstück an die Seite zu setzen“. Das Schauspiel, das in vielen Zeitungen bereits als Höhepunkt des Ostseejahrs angekündigt worden war, geriet nun in Vergessenheit, bis es, zusammen mit der Musik des dänischen Komponisten Yngve Jan Trede, 1954 bei Rowohlt neu mit einem Titelbild von Alfred Mahlau gedruckt wurde und am 16. April 1954 im Schauspiel Köln seine Erstaufführung erlebte.
Zur Monatswende August/September 1931 veranstaltete die Nordische Gesellschaft im Rahmen des Ostseejahres gemeinsam mit dem PEN-Club die Nordisch-Deutsche Schriftstellertagung in Lübeck.

### Gleichschaltung

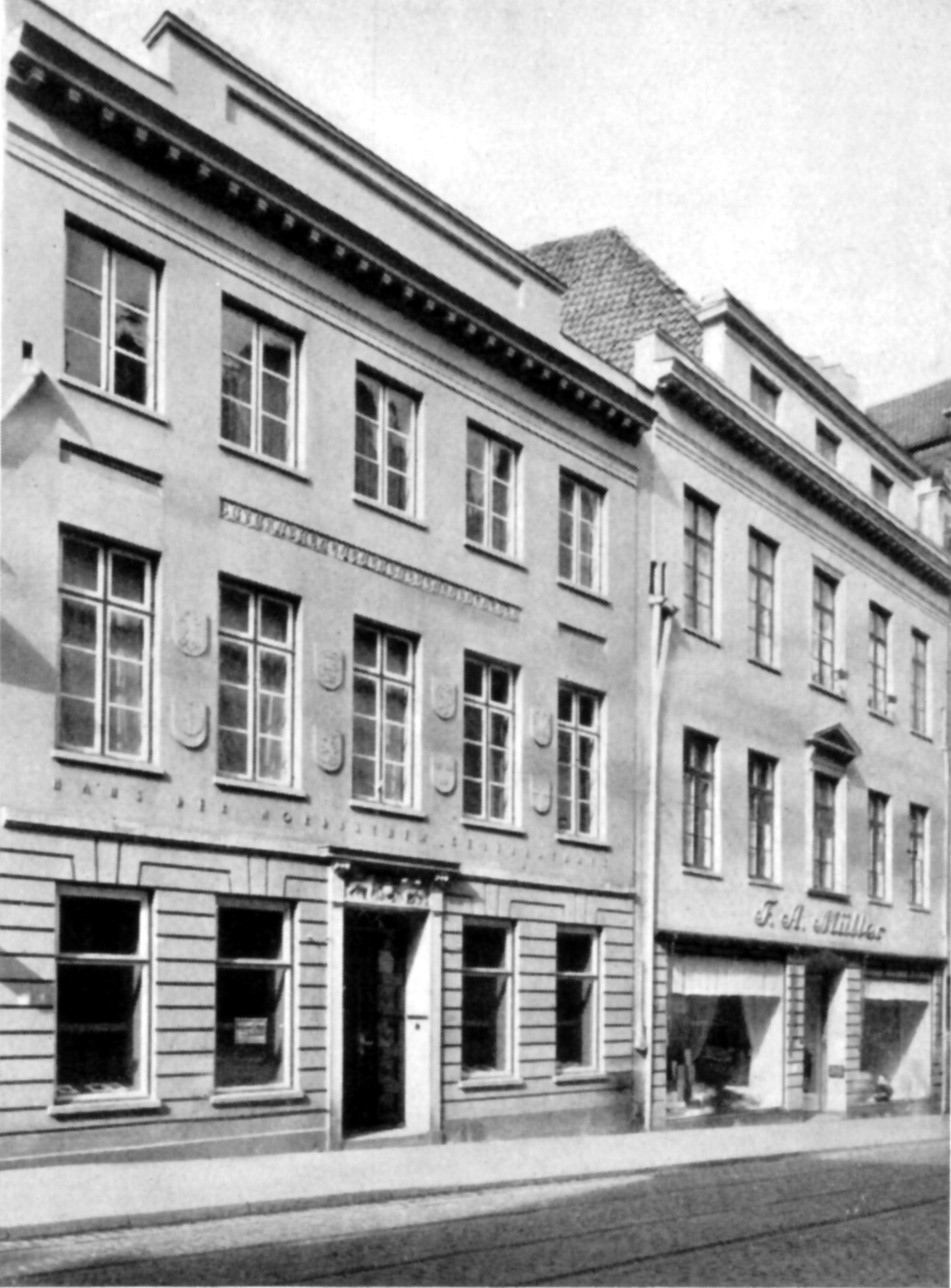
Breite Straße 50 (links) mit der von Alfred Mahlau gestalteten Inschrift Haus der Nordischen Gesellschaft und Wappen

Ursprünglich parteipolitisch nicht gebunden, wurde die Nordische Gesellschaft, die bis dahin „nie mehr als lokale Bedeutung besessen hatte“, ab Sommer 1933 gleichgeschaltet und im Juni 1934 dem Außenpolitischen Amt der NSDAP (APA) unterstellt. Die Förderung durch die Nationalsozialisten führte zu einer erheblichen Ausweitung ihrer Aktivitäten. Der Verbreitung ihrer Ideologie und der Kulturpropaganda für das nationalsozialistische Deutschland dienten neben Sonnwendfeiern und anderen Veranstaltungen vor allem die von 1934 bis 1939 jährlich durchgeführten Reichstagungen der Nordischen Gesellschaft. Neben der Zentrale, dem Reichskontor in Lübeck, gab es zuletzt 43 (mit den Gauen der NSDAP zusammenfallende) Kontore im ganzen Reich. Daneben existierten Verbindungsleiter in den Hauptstädten der nordischen Länder.
Am 2. Juni 1934 übernahm Hinrich Lohse, Gauleiter der NSDAP in Schleswig-Holstein, den Vorsitz der Gesellschaft, eine Position, die er bis 1945 behielt. Verbindungsmann des APA zur Nordischen Gesellschaft war bis 1938 Rosenbergs Privatsekretär Thilo von Trotha. Dem „großen Rat“ der Gesellschaft gehörten neben Lohse und von Trotha auch Heinrich Himmler, Alfred Rosenberg und Walther Darré an.
In einem im Oktober 1935 von Rosenberg verfassten Tätigkeitsbericht des APA heißt es unter anderem:
„Handelspolitisch sind meines Erachtens viel mehr Unterlassungssünden begangen worden und so hat sich das A.P.A bewußt mehr auf die kulturpolitischen Aufgaben beschränkt. Zu diesem Zweck hat es die Nordische Gesellschaft ausgebaut, die früher kleine Gesellschaft ist in diesen 2 Jahren der Betreuung durch das A.P.A. zu einer entscheidenden Vermittlungsstelle der gesamten deutsch-skandinavischen Beziehungen geworden. Ihr Leiter (Lohse) ist vom A.P.A. bestimmt, die Kontore in allen Gauen werden vom entsprechenden Gauleiter geleitet. Mit Wirtschaftsgruppen und anderen Organisationen und Gliederungen der Partei, die nach Skandinavien hin Beziehungen unterhalten, sind entsprechende Abkommen getroffen worden, so daß der nahezu ganze Verkehr zwischen Deutschland und Skandinavien heute durch die Hand der Nordischen Gesellschaft geht.“
Bereits seit den Anfangstagen der Gesellschaft dabei war Reichsgeschäftsführer Ernst Timm, der 1938 von diesem Amt zurücktreten musste und von Hans-Jürgen Krüger, dem bisherigen Organisationsleiter, abgelöst wurde. Nomineller Präsident war der Lübecker Oberbürgermeister Otto-Heinrich Drechsler. Künstlerischer Beirat war Alfred Mahlau, die Kulturabteilung wurde zunächst von Alfred J. Domes, später von Heinrich Jessen geführt.
1936 verschmolz die Nordische Gesellschaft mit dem Nordischen Ring, einer Organisation, die zehn Jahre zuvor vom Ministerialrat Hanno Konopacki-Konopath gegründet worden war und sich vor allem der Verbreitung der Rassenlehre von Hans F. K. Günther widmete.

## Aktivitäten
Die Gesellschaft verfolgte hauptsächlich drei Ziele:
1. Enge Beziehungen zwischen Deutschland und dem Norden, basierend auf einem „Nordischen Gedanken“.
2. Förderung dieses „Nordischen Gedankens“ in Deutschland.
3. Alle „nordisch“ ausgerichteten Bemühungen sollten in der Nordischen Gesellschaft ihren Mittelpunkt finden.

Dazu sollte einerseits die Ideologie einer überlegenen „Nordischen Rasse“ in Deutschland verbreitet werden, andererseits sollten die nordischen Länder (Skandinavien und Finnland) für die nationalsozialistische Ideologie gewonnen werden.
Die wichtigste gesellschaftseigene Publikation war die Monatsschrift Der Norden. Mit dem „Nordischen Ring“ wurde 1936 auch dessen Monatsschrift Rasse. Monatsschrift der Nordischen Bewegung übernommen. Außerdem gab die Nordische Gesellschaft Bücher heraus, z. B. Zwiegespräch zwischen den Völkern: Deutschland und der Norden und die Nordland-Fibel.
Die Beziehungen zu den nordischen Ländern wurden unter anderem durch Einladungen und Vorträge von Autoren gepflegt, denen die gesellschaftseigene frühere Possehl-Villa in Travemünde als „Deutsch-Nordisches Schriftstellerhaus“ für Studienaufenthalte zur Verfügung stand. Des Weiteren veranstaltete die Nordische Gesellschaft propagandistische Empfänge, Konzerte sowie Ausstellungen und beteiligte sich an der Durchführung der Deutschen Nordlandreisen.
Diese Bemühungen stießen aber in den nordischen Ländern nur bei einer Minderheit auf Resonanz. Die Enttäuschung über ihre relative Erfolglosigkeit wird in einem „Offenen Wort“ in Der Norden Anfang 1940 deutlich:

„Der Norden hat das neue Deutschland nicht verstanden. Der Norden hat auf den deutschen Appell an die Idee einer Schicksalsgemeinschaft der Ostsee nicht geantwortet.“

1956 wurde die Nordische Gesellschaft aufgelöst, nachdem sie schon während des Krieges ihre Aktivitäten weitgehend eingestellt hatte. Ihr Vermögen fiel an die 1949 in Lübeck gegründete Deutsche Auslandsgesellschaft.